# Peene Becque
Pour les articles homonymes, voir Becque.
Ne pas confondre avec Peene, un fleuve du nord-est de l'Allemagne, ni avec Peene (Kent), une localité du Royaume-Uni.
La Peene Becque (néerlandais : Pe(e)ne ou Pe(e)nebeek) est une rivière française du département du Nord et un affluent droit de l'Yser.

## Étymologie
Becque procède de l’ancien néerlandais beke (moderne beek) «ruisseau».
Selon Edmond-Louis Blomme, dans sa monographie sur la commune de Ledringhem, présentée au concours de la Société Dunkerquoise en 1895, l'étymologie du mot Peene serait un mot germanique signifiant méandre.

## Géographie

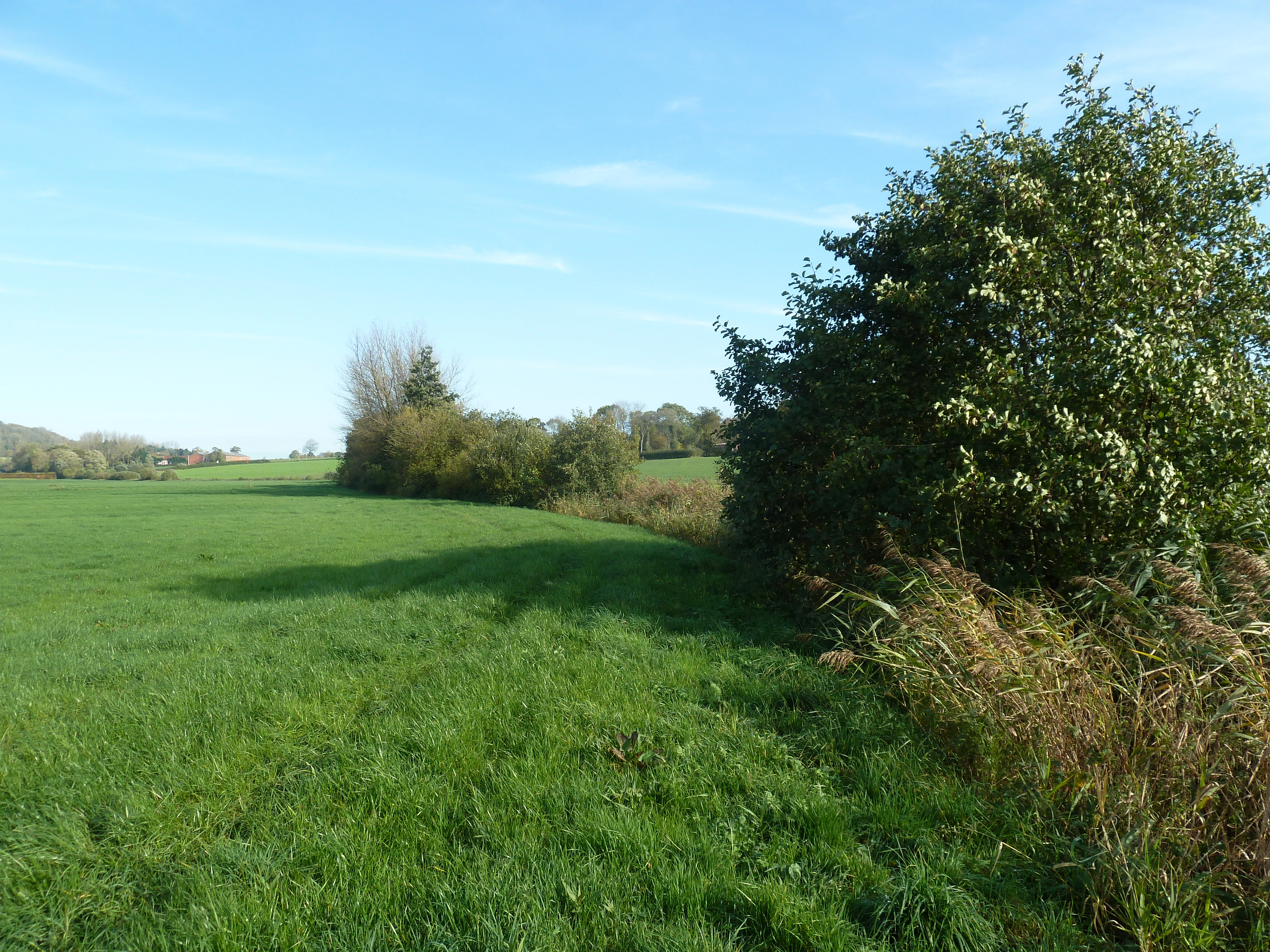
Sainte-Marie-Cappel.- Aux Sources de la Peene Becque

C'est sur le territoire de Sainte-Marie-Cappel que naît la Peene Becque qui prend sa source chemin de Borre (Borre : « source » en flamand).
La longueur de son cours d'eau est de 23,9 km. Elle prend sa source à Cassel, au lieu-dit le Montagnard, à 86 m d'altitude. Selon Géoportail, une deuxième source de la Peene Becque existe sur Sainte-Marie-Cappel, à 43 m d'altitude, au lieu-dit Dekkers Veld.
La Peene Becque conflue en rive droite de l'Yser, à Wormhout, à 6 m d'altitude, près du lieu-dit Hooghe Huis.

## Communes et cantons traversés

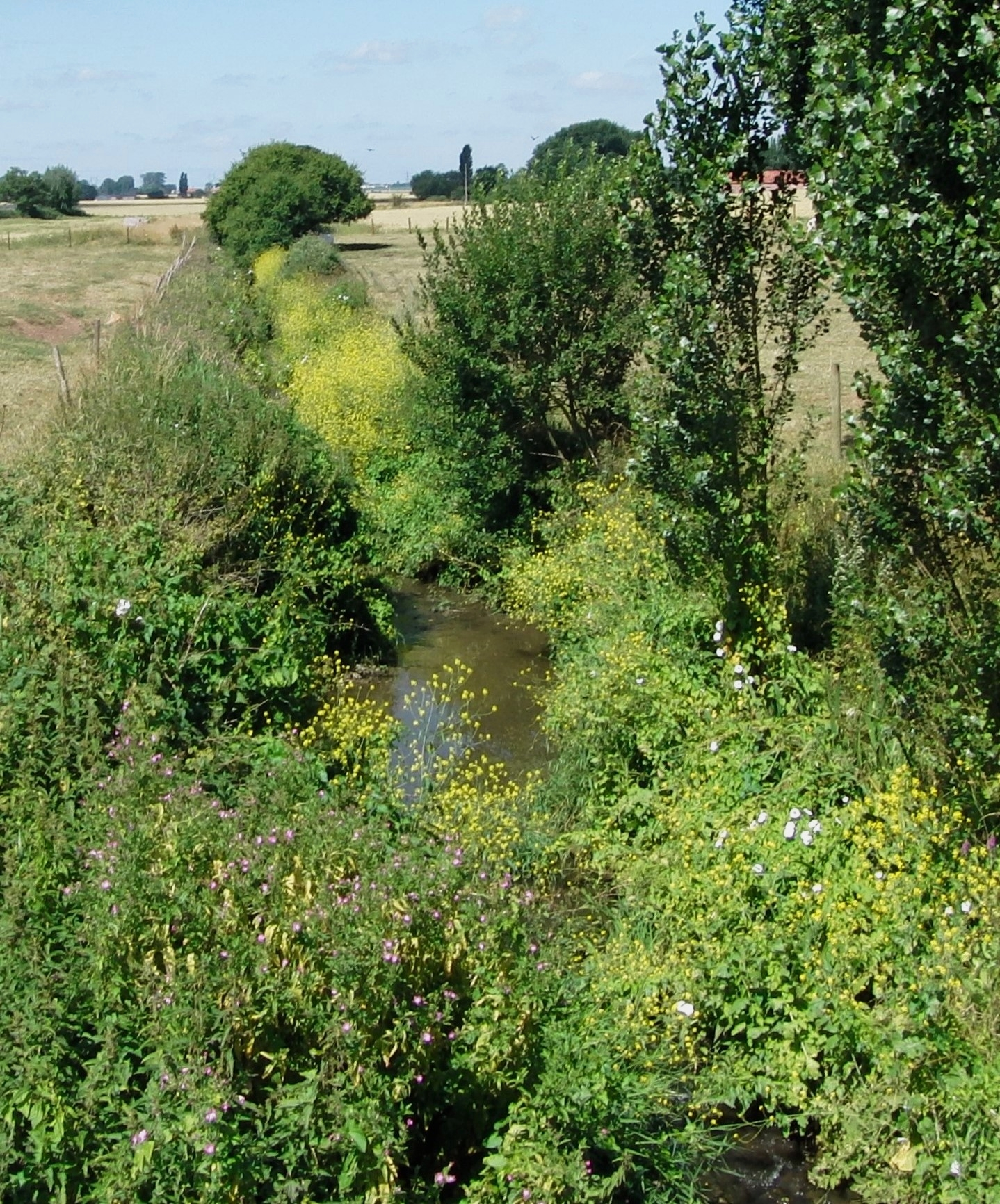
Zuytpeene.- La peene Becque

Dans le seul département du Nord, la Peene Becque traverse neuf communes et deux cantons :
dans le sens amont vers aval : Cassel (source), Oxelaëre, Bavinchove, Zuytpeene, Noordpeene, Ochtezeele, Arnèke, Ledringhem et Wormhout (confluence).
Soit en termes de cantons, la Peene Becque prend source dans le canton de Cassel, conflue dans le canton de Wormhout, le tout dans l'arrondissement de Dunkerque.
En considérant la source secondaire ajoutée par Géoportail, il faut ajouter la commune de Sainte-Marie-Cappel sur le canton de Cassel déjà signalé.
Au Nord de Noordpeene, le Mont Balinberg (70 mètres) et le Tom (62 mètres) dessinent les premiers contreforts des monts de Flandre. La vallée de la Peene Becque, qui s'écoule paisiblement, sépare ces deux monts.

## Affluents
La Peene Becque a dix tronçons affluents référencés :
- la Chapelle Notre-Dame des Miracles (rg), 0,8 km sur les deux communes de Cassel (source) et Oxelaere (confluence).
- la Schoe Becque (rd), 1,6 km sur la seule commune  d'Oxelaere.
- le Zuytpeene (rd), 3,1 km sur les deux communes de Zuytpeene (confluence) et Cassel (source) avec un affluent :
  - le Wemaers-Cappel (rd), 1,8 km sur les deux communes de Zuytpeene (confluence) et Wemaers-Cappel (source).
- Lyncke Becque (rg), 6,7 km sur les quatre communes de Noordpeene (confluence), Zuytpeene, Bavinchove, Staple (source) et qui passe sous la ligne TGV Paris Dunkerque.
- Steenaert Becque (rg), 2,1 km sur la seule commune de Noordpeene
- la Rue du Midi (rd), 2 km sur les deux communes de Ochtzeele (source) et Arnèke (confluence).
- Cray Hill Becque (rg), 4,4 km sur les deux communes de Rubrouck (source), et Arnèke (confluence) avec un affluent :
  - Pis Becque (rd), 2,4 km sur les trois communes de Rubrouck (source), Ochtezeele, Arnèke (confluence).
- Trommels Becque (rg), 3,4 km sur les deux communes de Ledringhem (confluence) et Arnèke (source).
- Zermezeele Becque (rd), 4,6 km sur les quatre communes de Wemaers-Cappel (source), Wormhout, Ledringhem (confluence) et Zermezeele.
- Résidence le Steenhouck (rg), 1,6 km sur les deux communes de Wormhout (confluence) et Ledringhem (source).

Le rang de Strahler est donc de trois.
Concernant la source secondaire, Géoportail rajoute les affluents suivants : Look Peene, Pis Becque, Meulen Becque, Bornhol Becque

## Bassin versant
La Peene Becque traverse une seule zone hydrographique 'Yser' (E490) de 382 km2 de superficie. Ce bassin versant est constitué à 96,77 % de territoires agricoles, à 2,84 % de territoires artificialisés, à 0,54 % de forêts et milieux semi-naturels.

## Hydrologie
Le Peene Becque a été observée de 1971 à 1973 à la station E4907010 à Wormhout pour un bassin versant de 92,6 km2 à 8 m d'altitude et de 1999 à 2014, à la station E9407005 à Ochtzeele pour un bassin versant de 50 km2 à 21 m d'altitude.

### La Peene Becque à Ochtezeele
Le module à Ochtezeele est de 0,46 m3/s.

### Crues
Sur la période d'observation, le débit instantané maximal a été de 23,70 m3/s le 6 novembre 2023 et la hauteur maximale instantanée de 319 cm soit 3,19 m le même jour même heure. Le débit journalier maximal a été de 12,50 m3/s le 21 septembre 2001. Le bassin versant de la Peene Becque est classé "faible" à "moyen" selon l'atlas des zones inondables de la base Carmen

## Histoire
La Peene a donné son nom à une célèbre bataille ; la bataille de la Peene qui a été livrée entre Noordpeene et Zuytpeene le 11 avril 1677, opposant Philippe d'Orléans, frère cadet du roi Louis XIV, aux flamands. Elle a causé le rattachement des châtellenies de Cassel, Bailleul, Ypres et de la ville de Saint-Omer à la France (auparavant possessions des Pays-Bas espagnols).

## Écologie
Durant plusieurs siècles, ce cours d'eau a été fortement rectifié, utilisé pour traiter les champs et prairie et localement très artificialisé (berges entièrement artificielles sur certaines sections).
Selon le diagnostic fait pour le SAGE, à ce moment, de Sainte-Marie-Cappel à Zuytpeene, la végétation rivulaire était à dominante herbacée, localement arbustive ou arborescente (alors constituée d'Orme, Peuplier, Prunellier, Saule, Cornouiller ou Sureau). Après Noordpeene, les arbustes étaient plus présents (jusque Wormhout).
Le lit de la rivière était « souvent encombré de petits embâcles gérés manuellement ». En amont de l’agglomération de Wormhout, la végétation ligneuse était « particulièrement abondante en rive droite mais quasiment inexistante en rive gauche ». Dans l’agglomération de Whormout les arbres sont plus abondants. En aval, la rivière serpente au milieu d’une alternance de prairies et de champs.
La qualité de l'eau a pu y être autrefois affectée par le rejet direct des eaux usées (en théorie aujourd'hui interdits), et par les apports de nutriments (phosphates, nitrates) et de résidus de pesticides des cultures industrielles de son bassin (parmi les moins boisés de France, et essentiellement consacré à une agriculture intensive)
On y a signalé des années 1930 à 1940 l'arrivée du «crabe chinois», espèce fouisseuse dont les adultes peuvent s'adapter aux eaux douces, jugée indésirable par les pêcheurs et pisciculteurs. Cette espèce avait été à la même époque signalée un peu plus au nord en Flandre belge, dans les années 1930, et 1940. Mais après une phase d'invasivité, elle a finalement régressé.
Avec le soutien de l'Agence de l'eau et de diverses collectivités, ainsi qu'avec des ONG locales (Houtland Nature, Yser Houck...) et le CENH (Centre Éducation Nature du Houtland) basé à Whormout ,, la qualité de l'eau et des berges font l'objet d'efforts de reconquête dans le cadre du SDAGE et du SAGE de l'Yser et de la trame bleue incluse dans la trame verte et bleue déclinée régionalement par le SRCE.

## Risques naturels
Inondations et coulées de boue sont fréquentes dans ce bassin, comme l'atteste le nombre d’arrêtés préfectoraux de catastrophes naturelles de type «inondation par débordement de cours d’eau» (avec dans un cas trente-neuf (39) communes concernées). Le risque peut être mieux évalué depuis 2003 grâce à la publication d'un Atlas des zones inondables dans le Nord-Pas-de-Calais élaboré par la DIREN (devenue depuis DREAL) en lien avec le Conseil Régional et l'Agence de l'Eau, avec une cartographie au 1/25000 synthétisant l'information disponible sur les risques et les résultats de modélisations (Carte no 8) aujourd'hui accessible via le portail CARMEN,.
En cas de fortes pluies, et en raison de son artificialisation, la rivière peut sortir de son cours, comme en 2001 où un niveau de 50 cm d'eau a été atteint dans certaines maisons construites en zone inondable ou en mars 2002 où  « Pour la deuxième fois en 6 mois l’Yser est sortie de son lit [...] La Peene Becque s’est muée en une nuit en un torrent . L’affluent a atteint une cote de près de 2 m à partir de son lit » selon le journal La Voix du Nord.
Les inondations peuvent aussi se produire en été à l'occasion d'orages alors que les sols agricoles secs, ayant perdu une partie de leur matière organique et de leurs vers de terre n'absorbent pas ou mal l'eau; ainsi en juillet 2007, la Voix du Nord  rapporte que « La route du Mont des Cats, située juste derrière une rivière à Godewaersvelde, est sous les eaux [...]. Un torrent de boue s’est littéralement déversé dans la rue, inondant une quinzaine de maisons. L’eau a atteint 1,50 m et 2 m de hauteur. »